# Ilir Azemi
Ilir Azemi (* 21. Februar 1992 in Priština, Sozialistische Föderative Republik Jugoslawien) ist ein ehemaliger albanisch-kosovarischer Fußballspieler.

## Karriere
Azemi wurde in Jugoslawien geboren und kam im Alter von drei Jahren nach Deutschland. Ab 2007 wurde er im Sportinternat der SpVgg Greuther Fürth ausgebildet und durchlief dort die Jugendmannschaften. In der Saison 2011/12 erzielte er für die Fürther U-23 insgesamt 15 Tore in der Regionalliga Süd und durfte wegen seiner Leistungen bei den zu diesem Zeitpunkt zweitklassigen Profis mittrainieren. Am 25. August 2012 gab er für die Fürther Profis sein Bundesligadebüt gegen den FC Bayern München. Sein erstes Tor erzielte er am 4. Mai 2013 im Auswärtsspiel gegen den VfB Stuttgart, als er den Treffer zum 0:2-Endstand erzielte. Am 25. März 2014 erzielte er beim 4:1-Sieg über Fortuna Düsseldorf seinen ersten Doppelpack. Durch einen Autounfall ist Azemis Karriere eineinhalb Jahre unterbrochen worden. Erst im Januar 2016 nahm er an einem Testspiel der Reserve wieder teil.
Im Januar 2017 wurde er bis zum Saisonende an den Drittligisten Holstein Kiel ausgeliehen. Im Mai 2017 wurde Azemi fest verpflichtet und mit einem Vertrag bis zum 30. Juni 2018 ausgestattet.
Nach nur 9 Einsätzen ohne Treffer für die „Störche“ verpflichtete den Stürmer am 18. Januar der Regionalligist FSV Wacker Nordhausen. Im Sommer 2018 verließ er nach 8 Spielen und 1 Tor den Verein wieder.
Im Februar 2020 unterschrieb er beim Bayernligisten SV Seligenporten. Im Sommer 2020 beendete er seine Karriere.

## Nationalmannschaft
Im Oktober 2012 wurde Azemi zu U-21-Länderspielen für die Auswahl Albaniens berufen. Am 5. März 2014 war er Teil der kosovarischen Auswahl, die gegen Haiti das erste inoffizielle Länderspiel gegen ein FIFA-Mitglied bestritt.

## Persönliches
Am 7. August 2014 verunglückte Azemi mit seinem Auto in Nürnberg auf der Fürther Straße schwer. Er zog sich neben mehreren Knochen- und Rückenbrüchen eine Lungenquetschung zu. Durch eine daraus folgende Fußheberschwäche war Azemi lange nicht in der Lage, Leistungssport auszuüben.